# Cannomys badius
Cannomys badius — вид гризунів родини Spalacidae. Він монотипний у межах роду Cannomys. Зустрічається у таких країнах: Бангладеш, Бутан, Камбоджа, Китай, Індія, М'янма, Непал і Таїланд. Зареєстрований на висотах до 2000 метрів, у різноманітних середовищах існування, починаючи від бамбукового лісу до оброблених земель та інших порушених територій (хоча його немає на рисових полях).

## Опис
Це маленький кремезний пацюк, схожий на крота. Він досягає довжини близько 200 мм з хвостом близько 60 мм, вагою від 210 до 340 грамів. Вуха маленькі і повністю приховані в шерсті. Хутро м’яке і щільне, зверху червонувато-буре або сірувато-коричневе, а знизу більш бліде і тонше. Іноді білі смуги є на маківці або трохи білого кольору на горлі. Хвіст має кілька волосків.

## Спосіб життя
Це види-довгожителі, які мають лише одного або двох дитинчат у виводку.